# Luca Pierfelici
Luca Pierfelici (né le 3 septembre 1983 à Urbino, dans la province de Pesaro et Urbino, dans les Marches) est un coureur cycliste italien. 

## Palmarès
- 2004
  - Medaglia d'Oro Pietro Palmieri
  - 3e du Trofeo Gruppo Meccaniche Luciani
- 2005
  - 2e de la Gara Ciclistica Montappone
- 2007
  - 3e de la Semaine internationale Coppi et Bartali
- 2008
  - 3e de la Route du Sud

## Classements mondiaux
| Année           | 2005 | 2006 | 2007 | 2008 |
| --------------- | ---- | ---- | ---- | ---- |
| UCI Europe Tour | 525e |      | 159e | 238e |